# Suomen Filmiteollisuus
Suomen Filmiteollisuus (SF) var ett filmbolag i Helsingfors som grundades 1933 av filmregissören Erkki Karu och övertogs efter hans död 1935 av Toivo Särkkä, som utvecklade det till ett storföretag i branschen. 
För att klara de svåra åren i början av 1930-talet och ta upp konkurrensen med Suomi-Filmi inriktade SF sig på att producera lantliga underhållande filmer. Honnörsord blev äkthet och folklighet, men slutresultatet ofta teatraliskt och aningen naivt. Bland företagets första filmer märks komedin Syndabocken (Syntipukki) 1935 och Karus sista regi På Roinila gård (Roinilan talossa) 1935. Under andra världskriget fortsatte bolaget att producera i första hand underhållande filmer. Filmimport var nästan omöjlig, och film var en av de få tillgängliga underhållningsformerna, så SF växte och var lönsamt. Ett exempel på en tidstypisk film är Katarina och greven av Munksnäs (Katariina ja Munkkiniemen kreivi) 1943. SF var under sin glanstid på 1940- och 50-talen ett Hollywood i miniatyr med flera hundra anställda och en högt uppdriven takt i filmproduktionen. Totalt framställde bolaget 236 långfilmer, bland dem den stora kassapjäsen Okänd soldat (Tuntematon sotilas) 1955 och Juha 1956, den första färgfilm i cinemascope som producerats i Finland. Typiska filmer var också de fem filmerna om Kalle Träskalle 1953–1955 och musikdramat På marknaden i Rovaniemi (Rovaniemen markkinoilla) 1951. SF lyckades inte bemästra de ekonomiska utmaningar som 1960-talet förde med sig. Kassaflödet efter succén med Okänd soldat blev ytterst varierande, de stigande produktionskostnaderna och den krympande publiktillströmningen erbjöd problem, televisionens genombrott och de storstilade amerikanska filmerna påverkade biografkulturen. Svagt ekonomiskt ledarskap ledde till att SF försattes i konkurs 1965 och upplöstes 1970.